# 李百川
李百川（1714年—？），名鋐，原名洪，字百川，號星盤，清代小說家。直隸宣化府蔚州人。

## 籍貫
其生平因缺乏史料而不詳，早期研究中學界對於其籍貫眾說紛紜。認為李百川是南方人的說法中，吴晗在《绿野仙踪的作者》一文中因作者友人陶家鶴是紹興人、侯定超是洞庭人、周竹蹊是南京人，李百川自序「運貨揚州」，四地同屬江南，而考证李百川为江南人，孙楷第《中国通俗小说书目》、侯忠義等也採用該說法。認為李百川是北方人的說法中，陳新認為批註的虞大人和李百川是同一個人，並且「虞大人」的「虞」代表山西，而且小說開始即寫山西事而認為李百川是山西人。郑振铎的《谈金瓶梅词话》認為为山东人所作。
2012年，黑龍江大學文學院教授許雋超查閱光緒《蔚州志》卷一五《集傳》中發現李霖小傳中記載李霖字說岩，出知遼州，與李百川自序中「余同祖弟說嚴授直隸遼州牧」相符，而「古人字號的寫法在親友間並不嚴格，常以筆畫較少的同音字代替」。又查閱蔚州《李氏家譜》得到李百川名諱、字號、功名、出身、家庭等詳細信息，證實李百川為蔚州人。

## 生平
李百川的生平不詳。僅知其著有《綠野仙蹤》一書。從百回抄本的“自序”可知作者生於康熙五十九年（1720年）左右，早年家境宽裕，平時最爱谈鬼，后因家中“送遭变故”，生计日蹙。乾隆十八年（1753年），携家存旧物，前去扬州變賣，不料遇骗而财物一空，不得已往盐城投靠叔父。該年冬天前去揚州就醫，旅邸蕭瑟，頗愁長夜，百無聊賴之際開始草創《绿野仙踪》三十回。乾隆二十一年（1756年），同祖弟李說嚴在直隶太原府任遼州牧，李百川前往投靠，住了九個月，又續寫二十一回。乾隆二十七年（1762年）在河南完成全書。《绿野仙踪》今存一百回抄本和八十回刻本两种版本。作者先寫百回本，又修改成八十回本，變動頗大。李百川一生坎坷落拓，辗转奔走，自称写这部小说“总缘蓬行异域，无可遣愁，乃作此呕吐生活耳”。
根據許雋超的考證，蔚州《李氏家譜》於乾隆四十年刊刻，此時李百川仍然在世（62歲），因此李百川卒年應在乾隆四十年（1775年）以上。